# دوري كرة السلة البريطاني
دوري كرة السلة البريطاني (بالإنجليزية: British Basketball League)‏ هو دوري كرة سلة للمحترفين في المملكة المتحدة تأسس عام 1987 يلعب فيه 13 فريقاً.

## الفرق
- وستر وولفز
- برستل فلايرز
- تشيشير فونيكس
- غلاسكو روكز
- ليدز فورس
- لستر رايدرز
- لندن لايونز
- مانشستر جاينتز
- نيوكاسل إيجلز
- بليموث رايدرز
- شفيلد شاركس
- سري سكورشرز

## وصلات خارجية
- الموقع الإلكتروني